# Dobošnica
Dobošnica (en cyrillique : Добошница) est une localité de Bosnie-Herzégovine. Elle est située dans la municipalité de Lukavac, dans le canton de Tuzla et dans la fédération de Bosnie-et-Herzégovine. Selon les premiers résultats du recensement bosnien de 2013, elle compte 2 967 habitants.

## Démographie

### Évolution historique de la population
| 1948 | 1953 | 1961  | 1971  | 1981  | 1991  | 2013  |
| ---- | ---- | ----- | ----- | ----- | ----- | ----- |
| -    | -    | 2 434 | 2 918 | 3 702 | 3 667 | 2 967 |

|  |

### Communauté locale
En 1991, Dobošnica était constituée de deux communautés locales : Donja Dobošnica et Gornja Dobošnica.
Donja Dobošnica comptait 2 403 habitants, répartis de la manière suivante :
Gornja Dobošnica comptait 1 264 habitants, répartis de la manière suivante :